# Phone Box Vandals
Phone Box Vandals je bila celjska alter rock skupina v osemdesetih.

## Člani
- Matjaž Mlakar - vocals
- Mitja Koštomaj - guitar, backing vocals
- Iztok Mravlje - bass, backing vocals
- Vojko Hlupič - bass, backing vocals
- Bojan Stopar - drums
- Peter Schmidt - percussion, backing vocals

PHONE BOX VANDALS so začeli z delovanjem poleti 1987. Jedro skupine je prišlo iz razpadlih Juhuhu Stric Vinko in njegovi. Po par začetnih lokalnih nastopih skupino zapusti prvotni bobnar Sergej Steblovnik, jeseni istega leta se ustalijo v zasedbi:
Vojko Hlupič - Floyd: bas, spremljevalni vokal
Mitja Koštomaj - Mičo: kitara, spremljevalni vokal
Matjaž Mlakar - Žaži: vokal
Iztok Mravlje - Itz: bas, spremljevalni vokal
Peter Schmidt: tolkala, spremljevalni vokal
Bojan Stopar - Krasniqui: bobni
P.B.V. iz lokalnega upa kar hitro prerastejo v eno najzanimivejših novih alternativnih skupin v takratni Jugoslaviji, sploh po nastopih na prestižnih festivalih YURM '89 in Novi Rock '89. Poleg številnih nastopov v Sloveniji in na Hrvaškem nastopajo tudi v Avstriji in Italiji.
Prve studijske posnetke štirih pesmi posnamejo v studiu Činč. Ti posnetki so se znašli na več kompilacijah: kaseti zagrebške neodvisne založbe Beyoop in LP kompilaciji "The return of Yugoslavia" prav tako zagrebške založbe Street Tuff Records.
Snemanje samostojnega LP-ja ni potekalo brez zapletov, zato se P.B.V. namesto načrtovanih 12 pesmi odločijo objaviti samo 7 pesmi na mini-albumu "Damned Die Hard", ki izide Aprila 1990 pri zagrebški založbi Blind Dog Records.
Po snemanju plošče Peter zapusti oder in dela naprej kot tonski tehnik in menedžer skupine.
Zaradi nezadovoljstva s produkcijo plošče se P.B.V. odločijo popraviti vtis in izdati singl (prav tako pri Blind Dog Records) s posnetkoma iz festivala Pre-Stab v Eindhovnu novembra 1990. Žal pa singl zaradi začetka vojne 1991 nikoli ne izide, posnetki sicer odličnega koncerta pa (za precej časa) izginejo.
Konec leta 1991 Bojan in Peter zapustita skupino, na bobnarski stol sede Feim Jahiri. Skupina odigra še nekaj koncertov, potem pa se zaradi spremembe glasbene usmeritve preimenuje v Reb.Rep.
Tri pesmi s snemanja v studiu Činč se znajdejo na kompilacijskem CD-ju "Pebi ne strelat - Celjska scena 1980-2000", ki ga leta 2010 izda založba Filter iz Celja.
Po spletu okoliščin se najde kaseta s posnetki iz Eindhovna in P.B.V. tako, 25 let po koncertu, pridejo do svojega prvega CD-ja, ki je izšel pri zagrebški založbi Slušaj Najglasnije legendarnega Zdenka Franjića. Posnetke je zmiksal in masteriziral producent Grega Peer.
Iztok Mravlje oktobra 2020 premine v tragični nesreči.

## Diskografija
- Damned Die Hard, vinil, Blind Dog Records, Zagreb - 1990
- Live in Eindhoven, CD, Slušaj Najglasnije, Zagreb - 2015

## Povezave
- DISCOGS  http://www.discogs.com/Phonebox-Vandals-Damned-Die-Hard/release/2253380
- Facebook: http://www.facebook.com/phone.box.vandals